# Grube von Dechen
Die Grube von Dechen ist eine ehemalige Braunkohlegrube des Bensberger Erzreviers in Bergisch Gladbach. Das Gelände gehört zum Stadtteil Gronau.

## Geschichte
Am 24. März 1858 reichte der Repräsentant der Bergisch Gladbacher Zinkhütte, Carl Julius Chevrement, eine Mutung auf Braunkohle mit dem Namen „Adrian“ beim Oberbergamt in Bonn ein. Weil bei den folgenden Aufschlussarbeiten Braunkohle nicht in bauwürdiger Menge angetroffen wurde, kam es am 19. November 1858 an einer anderen Stelle zu einem erneuten Mutungsgesuch mit dem Namen „Adrian modo von Dechen“. Die Verleihung der Braunkohlenlagerstätte „in der Fingseich bei Bergisch Gladbach“ erfolgte am 18. Juni 1859 unter dem Namen von Dechen.

## Betrieb
Über den Betrieb der Grube liegen keine Informationen vor.

## Lage und Relikte
Das Grubenfeld von Dechen erstreckte sich von der Zinkhütte nach Westen bis zum heutigen Gronauer Friedhof. Die Braunkohle ist gefördert worden in dem Gebiet zwischen der Robert-Schuman-Straße und der Lutonstraße bis an den Bahndamm. Alte Gladbacher erzählen, dass es hier früher fünf Weiher hintereinander gegeben habe. In zwei von ihnen seien sie nach dem Zweiten Weltkrieg schwimmen gegangen. Man nannte das Gebiet „et Ei“ (das Ei). Mit der Bebauung des Geländes sind die Spuren des Bergbaus verschwunden.